# NGC 5987
NGC 5987 في الفهرس العام الجديد، هي مجرة، تقع في كوكبة التنين. اكتشفت في 25 مايو 1788 بواسطة ويليام هيرشل.

## روابط خارجية
- NGC 5987 على موقع ويكي سكاي: DSS2, SDSS, GALEX, IRAS, Hydrogen α, X-Ray, Astrophoto, Sky Map, Articles and images